# Comuna Ialînivka, Cervonoarmiisk
Ialînivka (în ucraineană Ялинівська сільська рада) este o comună în raionul Cervonoarmiisk, regiunea Jîtomîr, Ucraina, formată din satele Ialînivka (reședința), Iasnohirka, Iuleanivka, Kolodiivka, Poplavka și Stara Oleksandrivka.

## Demografie
Componența lingvistică a comunei Ialînivka
     Ucraineană (98,61%)
     Alte limbi (0,58%)
Conform recensământului din 2001, majoritatea populației comunei Ialînivka era vorbitoare de ucraineană (98,61%), existând în minoritate și vorbitori de alte limbi.